# Cendrieux
Cendrieux (okzitanisch: Sendrius) ist eine Ortschaft und eine Commune déléguée in der französischen Gemeinde Val de Louyre et Caudeau mit 595 Einwohnern (Stand: 1. Januar 2022) im Département Dordogne in der Region Nouvelle-Aquitaine. 
Die Gemeinde Cendrieux schloss sich am 1. Januar 2017 mit Sainte-Alvère-Saint-Laurent Les Bâtons zur neuen Commune nouvelle Val de Louyre et Caudeau zusammen. Die Gemeinde gehörte zum Arrondissement Périgueux und zum Kanton Périgord Central.

## Geographie
Cendrieux liegt 19 Kilometer südsüdöstlich von Périgueux und 38 Kilometer nordöstlich von Bergerac am Louyre. 
Umgeben wurde die Gemeinde Cendrieux von den Nachbargemeinden Lacropte im Norden, Saint-Félix-de-Reillac-et-Mortemart im Nordosten und Osten, Journiac im Osten und Südosten, Saint-Avit-de-Vialard im Südosten, Sainte-Alvère im Süden, Veyrines-de-Vergt im Westen und Salon im Nordwesten.

## Bevölkerungsentwicklung
| 1962                      | 1968 | 1975 | 1982 | 1990 | 1999 | 2006 | 2012 |
| ------------------------- | ---- | ---- | ---- | ---- | ---- | ---- | ---- |
| 603                       | 563  | 477  | 465  | 467  | 552  | 517  | 596  |
| Quelle: Cassini und INSEE |      |      |      |      |      |      |      |

## Sehenswürdigkeiten
- Kirche Saint-Jean-Baptiste, Wehrkirche, Monument historique seit 1925
- Schloss La Pommerie aus dem 18./19. Jahrhundert, seit 2002 Monument historique

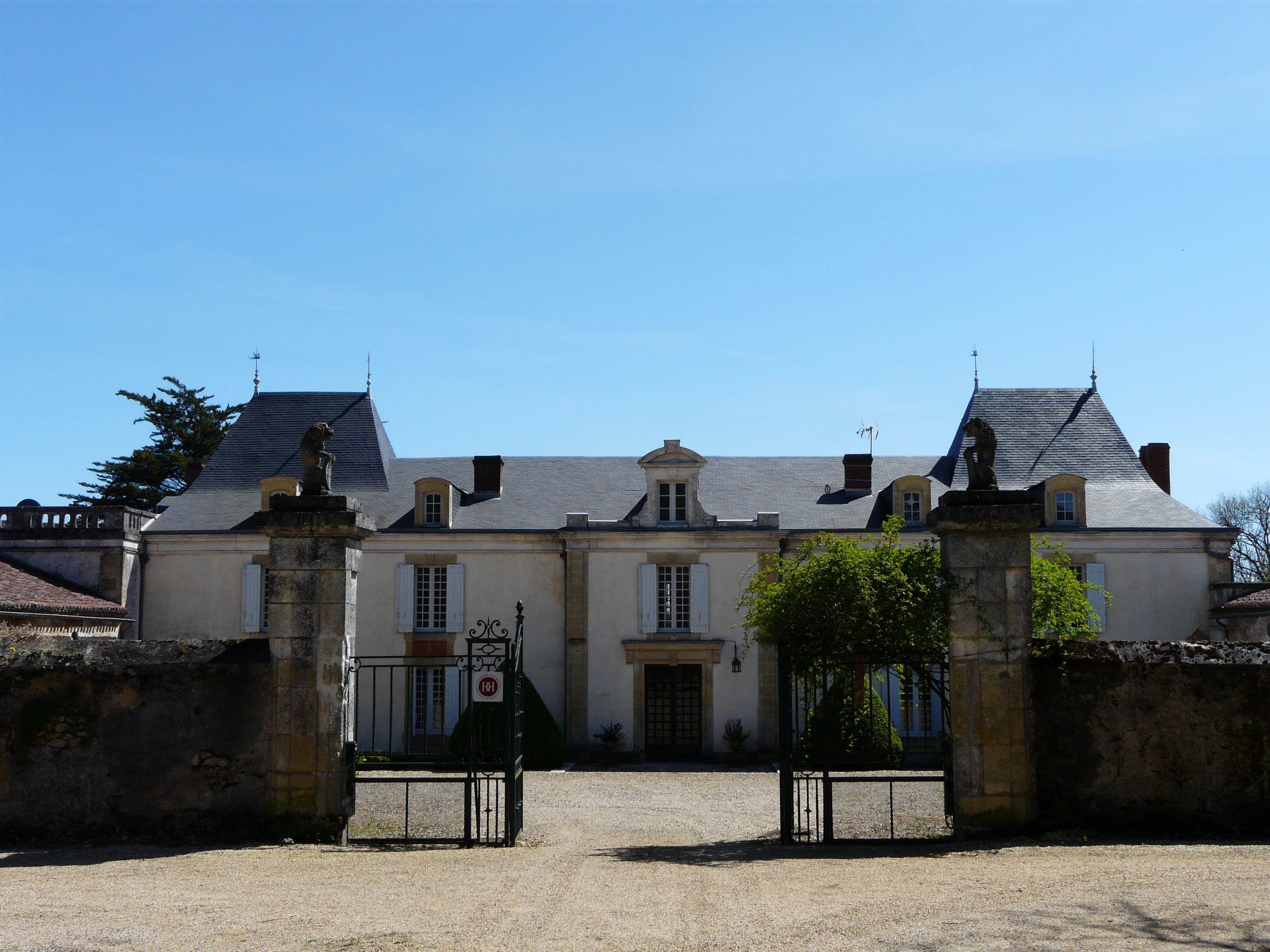
Schloss La Pommerie
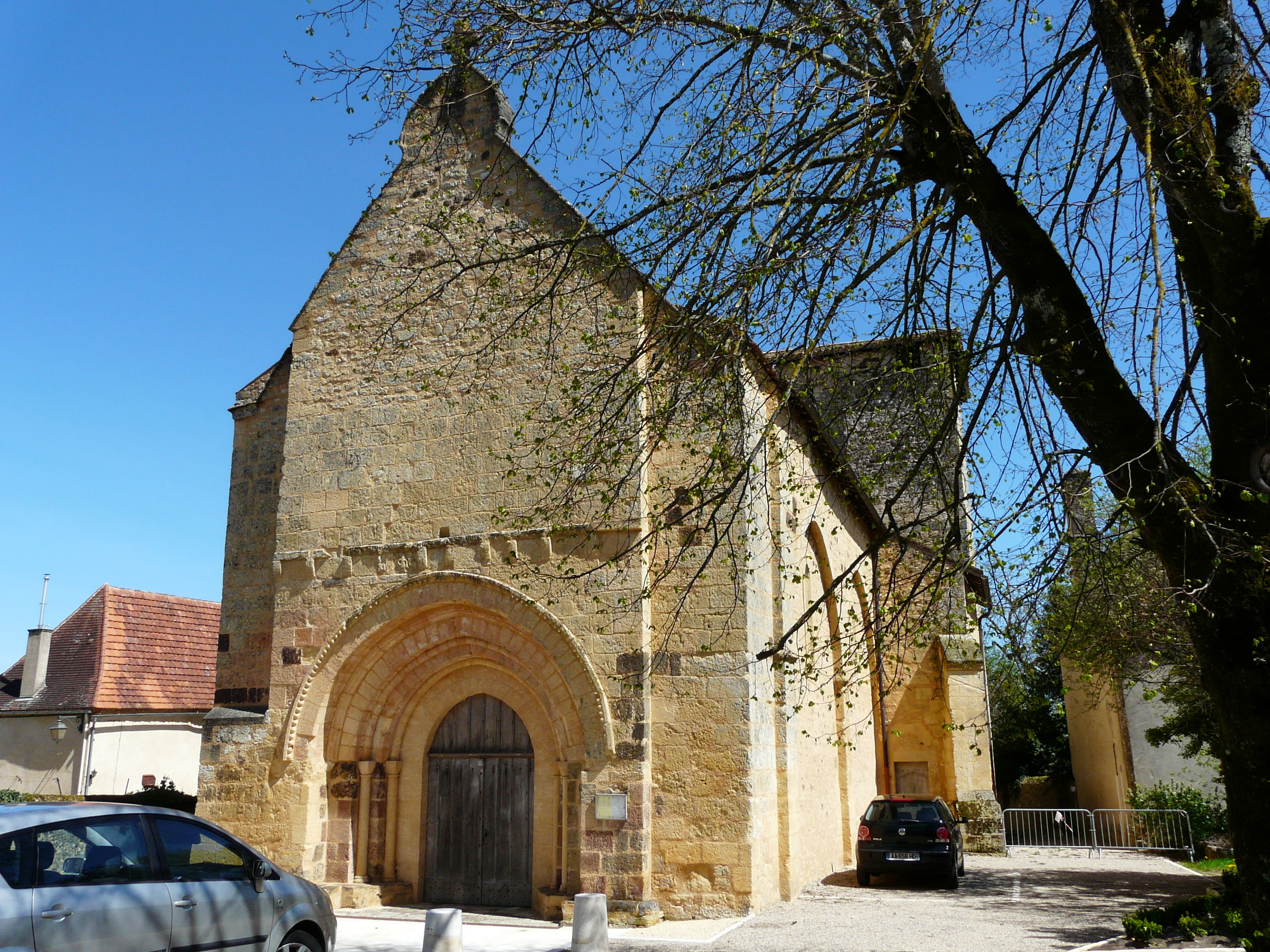
Kirche Saint-Jean-Baptiste